# Нуклеолин
Локус:  (недоступная ссылка)
Нуклеоли́н (англ. Nucleolin, NCL) — белок, имеющийся у высших эукариот (животные, растения и дрожжи). У человека он кодируется геном NCL, расположенным на 2-й хромосоме в локусе 2q37.1.
Нуклеолин — один из наиболее часто встречающихся ядрышковых белков. Он принимает участие в процессе образования рибосом, но выполняет также функции, не имеющие прямого отношения к ядрышку и протекающему в нём биогенезу рибосом. Способность нуклеолина участвовать во многих клеточных процессах обеспечивается его структурной организацией и возможностью взаимодействовать со многими белками, а также нуклеиновыми кислотами. Нуклеолин играет определённую роль в развитии различных вирусных инфекций, а также при возникновении раковых заболеваний, выступая как онкоген.

## Ген
Человеческий ген NCL расположен на хромосоме 2 в локусе и состоит из 14 экзонов и 13 интронов общим размером около 11 килобаз. 11-й интрон гена NCL кодирует малую ядрышковую РНК U20.
Механизмы регуляции экспрессии гена нуклеолина изучены плохо. В периферических одноядерных клетках крови, обработанных форболовым эфиром, уровень мРНК NCL повышался под воздействием протеинкиназы ERK. На посттранскрипционном уровне HuR взаимодействует с 3'-нетранслируемой областью мРНК NCL и повышает её трансляцию, а микроРНК miR-494 конкурирует с HuR и подавляет трансляцию. Экспрессию нуклеолина регулируют также микроРНК miR-194 и miR-206. На посттрансляционном уровне количество молекул этого белка может регулироваться при помощи протеолиза.
Гены, кодирующие нуклеолин, имеются у всех животных, растений и дрожжей. У большинства животных, включая человека, мышь и хомяка, на гаплоидный геном приходится один ген нуклеолина. Однако у тетраплоидных организмов — таких как сазан Cyprinus carpio и лягушка Xenopus laevis — обнаруживается до трёх генов этого белка. У дрожжей тоже имеется один ген нуклеолина: NSR1 у Saccharomyces cerevisiae и GAR2 у Schizosaccharomyces pombe. Напротив, растения имеют по меньшей мере два гена нуклеолина на геном. Структура этого белка оказалась высококонсервативной в ходе эволюции.

## Структура
Нуклеолин был идентифицирован в 1973 году Орриком и коллегами в экстрактах клеток крысы и первоначально получил название C23 из-за своей подвижности в геле двумерного электрофореза. Хотя предсказанная масса нуклеолина составляла 77 кДа, оказалось, что данный белок имеет массу 100—110 кДа. Позднее это противоречие было объяснено аминокислотным составом N-концевого домена.
У нуклеолина имеется три ключевых структурных домена: N-концевой, центральный и C-концевой. N-концевой домен содержит около 300 аминокислотных остатков. В нём располагаются сильно заряженные повторы кислых аминокислот глутамата и аспартата, которые разделяются рядами осно́вных аминокислот. Количество повторов варьирует в зависимости от биологического вида. Благодаря кислым аминокислотам изоэлектрическая точка этого региона относительно низка и составляет 5,5. Кроме того, N-концевые повторы кислых аминокислот обеспечивают аргирофильные свойства нуклеолина. Таким образом, значительная корреляция между интенсивностью окрашивания ядрышка серебром и темпами биосинтеза пре-рибосомной РНК обеспечивается накоплением нуклеолина и другого многочисленного ядрышкового белка, нуклеофозмина. N-концевой домен нуклеолина принимает участие во многих белок-белковых взаимодействиях. Кислые повторы этого белка взаимодействуют с гистоном H1 и индуцируют деконденсацию хроматина. Благодаря этой особенности нуклеолин можно рассматривать как HMG-подобный белок. Кроме того, N-концевой домен подвергается многочисленным посттрансляционным модификациям; например, он содержит сайты фосфорилирования протеинкиназами Cdk1 и CK2, поэтому предполагают, что N-концевой домен важен для регуляции работы нуклеолина в зависимости от клеточного цикла.
Центральный домен нуклеолина содержит четыре (у человека) консервативных РНК-связывающих домена (RBD от англ. RNA Binding Domain или RRM от англ. RNA Recognition Motif), которые обеспечивают специфическое взаимодействие с последовательностями нуклеиновых кислот. Количество RBD в центральном домене у разных организмов — от дрожжей до человека — может быть различным. Интересно, что эксперименты по нокауту показали, что RBD выполняют избыточные функции, и в условиях in vivo специфическая РНК-связывающая активность не нужна для выполнения жизненно важных функций нуклеолина.
C-концевой домен нуклеолина обогащён остатками глицина, аргинина и фенилаланина, поэтому его называют GAR- (англ. Glycine- and Arginine-Rich) или RGG- (Arg-Gly-Gly) доменом. Длина С-концевого домена нуклеолина варьирует у разных видов, хотя он довольно консервативен. Показано, что этот домен содержит повторяющиеся β-повороты. Неспецифическое взаимодействие GAR-домена с нуклеиновыми кислотами может играть роль в усилении связывания нуклеолина с РНК посредством RBD. С-концевой домен также принимает участие в белок-белковых взаимодействиях. Многочисленные остатки аргинина этого домена подвергаются посттрансляционному метилированию (в основном встречаются NG,NG-диметиларгинин, однако иногда обнаруживается и NG-монометиларгинин).

## Посттрансляционные модификации
Известно, что нуклеолин может подвергаться фосфорилированию, метилированию, АДФ-рибозилированию и гликозилированию. Последствия этих модификаций белка в значительной мере неизвестны.

### Фосфорилирование
Фосфорилирование — наиболее изученная посттрансляционная модификация нуклеолина, причём у него могут фосфорилироваться разными киназами несколько сериновых и треониновых аминокислотных остатков. Остатки серина, расположенные главным образом вблизи двух очень кислых участков N-концевого домена, фосфорилируются казеинкиназой II (CK2) в ходе интерфазы. В ходе митоза нуклеолин фосфорилируется циклинзависимой киназой 1 (Cdk1) по остаткам треонина, расположенным в осно́вном повторе TPXKK. Было также показано, что нуклеолин является субстратом для протеинкиназы C-ζ (PKC-ζ), PI3K и Rho-ассоциированной протеинкиназы. У растений и дрожжей N-концевое фосфорилирование консервативно.
Несмотря на то, что уже с момента своего открытия нуклеолин известен как сильно фосфорилированный белок, функциональная роль этого фосфорилирования ещё в значительной мере неясна. Предполагается, что фосфорилирование нуклеолина влияет на его протеолиз и транскрипцию РНК-полимеразы I, а также на его внутриклеточную локализацию. Например, у лягушки Xenopus laevis цитоплазматическая локализация нуклеолина совпадает с его обильным фосфорилированием Cdk1, а переход в ядро сопровождается дефосфорилированием. Кроме того, судя по всему, фосфорилирование нуклеолина регулирует его взаимодействие с нуклеиновыми кислотами. В отличие от протеинкиназ нуклеолина, о фосфатазах, регулирующих его статус фосфорилирования, известно гораздо меньше. Было показано, что этот белок взаимодействует с тирозинфосфатазой PRL-3. Активность этого фермента необходима для подавления нуклеолина в цитоплазме и его накопления в ядрышке, поэтому считается, что PRL-3 может дефосфорилировать нуклеолин в цитоплазме, регулируя тем самым его локализацию.

### Метилирование
Нуклеолин содержит довольно много NG,NG-диметиларгинина и следовые количества NG-монометиларгинина. Метилированию подвергается ориентировочно одна треть всех остатков аргинина в нуклеолине, что делает последний одним из наиболее метилируемых ядерных белков. Диметиларгинин может принимать участие в модуляции взаимодействия нуклеолина с нуклеиновыми кислотами. Главным субстратом метилирования является GAR-домен. Асимметричное метилирование может осуществлять протеинаргининметилтрансфераза типа I (PRMT1). Показано, что в клетках рака простаты нуклеолин взаимодействует с PRMT5, причём комплекс нуклеолина и PRMT5 содержит симметричный ω-NG,N'G-диметиларгинин. Чтобы проверить, какова роль метилирования GAR-домена в ядрышковой локализации нуклеолина, был создан нуклеолин, у которого 10 остатков аргинина в GAR-домене были заменены на остатки лизина. Такой нуклеолин, хотя и не метилировался дрожжевой метилтрансферазой Hmt1p/Rmt1, оставался в ядрышке, поэтому метилирование остатков аргинина в нуклеолине не влияет на его внутриклеточную локализацию.

### АДФ-рибозилирование и гликозилирование
Показано, что в растущих экспоненциально клетках HeLa нуклеолин может модифицироваться при помощи АДФ-рибозилирования, однако неизвестно, какие именно остатки подвергаются модификации.
В центральном домене нуклеолина пять остатков могут подвергаться N-гликозилированию в последовательностях Asn-Xaa-Ser и Asn-Xaa-Thr. Небольшая доля нуклеолина, найденная на поверхности клеток различных типов, может подвергаться N- и O-гликозилированию. Было выявлено два сайта гликозилирования: N317 и N492, расположенные в RBD1 и RBD3 соответственно. Ингибирование N-гликозилирования путём обработки клеток туникамицином предотвращает экспрессию нуклеолина на поверхностях клеток, поэтому данная посттрансляционная модификация совершенно необходима для правильной внутриклеточной локализации белка. Поскольку поверхностный нуклеолин служит рецептором для различных внеклеточных лигандов, которые принимают участие в пролиферации, дифференцировке, адгезии, митогенезе и ангиогенезе, возможно, что его гликозилирование необходимо для этих взаимодействий.

## Функции
Основная масса нуклеолина выявляется в ядрышке, однако он также обнаруживается в нуклеоплазме, цитозоле и даже в клеточной мембране. Ядрышковый нуклеолин участвует в биогенезе рибосом, он задействован в транскрипции генов рРНК, созревании пре-рРНК и сборке рибосомных субъединиц. Кроме того, в ядрышке он взаимодействует с хроматином в области рДНК и ремоделирует его, воздействуя на нуклеосомы. При стрессовых воздействиях, таких как тепловой шок или γ-излучение, нуклеолин перемещается в нуклеоплазму, где контролирует стабильность только что синтезированных мРНК, участвует в репликации ДНК, регулирует сплайсинг, экспрессию онкогенов и клеточное старение. Фосфорилирование и некоторые другие посттрансляционные модификации, а также отсутствие белка ламинина, обработка арахидовой кислотой, вирусные инфекции и некоторые канцерогенные факторы, приводят к выходу нуклеолина в цитоплазму. Цитоплазматический нуклеолин участвует в финальных этапах созревания рибосом, регулирует эндоцитоз, клеточный цикл и центросомный цикл, вовлекается в некоторые процессы, связанные с вирусными инфекциями. В цитоплазме этот белок обладает антиапоптотическим действием и способствует развитию и метастазированию опухолей. Наконец, под действием ряда канцерогенных факторов и некоторых белков, таких как HGF, VEGF, Tipα, нуклеолин перемещается на поверхность клетки. Этому также способствует его N-гликозилирование. Поверхностный нуклеолин регулирует дифференцировку клеток и клеточную адгезию, способствует воспалению, ангиогенезу и развитию опухолей. Нуклеолин попадает в клеточную мембрану только при сверхэкспрессии и выявляется там только у эндотелиальных и злокачественных клеток, благодаря чему он может функционировать как рецептор, обеспечивающий специфическое проникновение противораковых препаратов в раковые клетки.
Ниже подробно рассмотрены ключевые функции нуклеолина.

### Транскрипция, опосредованная РНК-полимеразой I
С самого открытия нуклеолин связывали с хроматином. Действительно, нуклеолин может взаимодействовать с различными последовательностями ДНК, а также гистонами H1, H3 и H4. Это свидетельствует о том, что он может играть важную роль в регуляции структуры и функций хроматина, причём особенно это важно для транскрипции генов рРНК (рДНК) РНК-полимеразой I. Имеются свидетельства, что нуклеолин может как активировать, так и подавлять транскрипцию, опосредованную РНК-полимеразой I. Так, в клетках слюнных желёз комара Chironomus tentans синтез пре-рРНК ускорялся в 2,5—3 раза при инъекции антител к нуклеолину. У карпа Cyprinus carpio репрессия транскрипции рДНК связана с повышением уровня нуклеолина, а в ооцитах лягушки Xenopus laevis уровень 40S пре-рРНК значительно понижался после инъекции нуклеолина лягушки или хомяка. ОДнако при этом в линии клеток курицы DT40 нехватка нуклеолина подавляет транскрипцию рДНК. У человека этот белок необходим для транскрипции рДНК в условиях in vivo. Нокдаун нуклеолина в клетках HeLa и человеческих фибробластах снижает транскрипцию, проводимую РНК-полимеразой I, при этом сверхэкспрессия нуклеолина в клетках HeLa приводила к повышению транскрипции рДНК. Фосфорилирование нуклеолина сопровождается повышением транскрипции рДНК. Кроме того, нуклеолин повышает активность двух хорошо исследованных комплексов ремоделирования хроматина: SWI/SNF и комплекса ACF. Нуклеолин способствует взаимодействию SWI/SNF с нуклеосомой. Помимо активации ремоделирования хроматина, этот белок может дестабилизировать нуклеосомы и тем самым активировать замещение димера Н2А-Н2В. Известно также, что делеция нуклеолина приводит к существенной перестройке ядрышка. Всё это свидетельствует о том, что нуклеолин влияет на транскрипцию, опосредованную РНК-полимеразой I.

### Созревание рРНК и сборка пре-рибосом
Судя по всему, нуклеолин является ключевым участником процессинга пре-рРНК и сборки пре-рибосом. В частности, нуклеолин играет важнейшую роль в первой стадии процессинга рРНК у мышей. Взаимодействие нуклеолина с пре-рРНК необходимо для процессинга рРНК в условиях in vitro. Так, нуклеолин взаимодействует с малым ядрышковым рибонуклеопротеином U3, который необходим для первого разреза в процессинге пре-рРНК. Нуклеолин также может участвовать в сборке пре-рибосом. Этот белок временно связывается с появляющимися пре-рибосомными частицами и пре-рРНК и, вероятно, служит РНК-шапероном, направляющим укладку пре-рРНК при транскрипции. Правильная котранскрипционная укладка необходима для правильных взаимодействий с рибосомными белками и образования правильно уложенных пре-рибосом. Таким образом, участвуя в котранскрипционной укладке пре-рРНК, нуклеолин обеспечивает связь между транскрипцией, проводимой РНК-полимеразой I, и сборкой пре-рибосом. Поскольку нуклеолин курсирует между ядром и цитоплазмой, он может участвовать в импорте цитоплазматических факторов сборки пре-рибосом (таких как рибосомные белки) в ядро. Действительно, нуклеолин взаимодействует с некоторыми рибосомными белками через домен RGG. Однако, так как нуклеолин не содержится в зрелых цитоплазматических рибосомах, он высвобождается из пре-рибосомного комплекса при его созревании.

### Транскрипция, опосредованная РНК-полимеразой II
Имеются данные, что нуклеолин участвует в регуляции транскрипции, опосредованной не только РНК-полимеразой I, но и РНК-полимеразой II. Обычно он активирует экспрессию генов, транскрибируемых РНК-полимеразой II, но может осуществлять и репрессию транскрипции. Например, было показано, что нуклеолин выступает главным репрессором гена кислого гликопротеина α-1 (AGP). Нуклеолин также необходим для регуляции транскрипции KLF2. Этот белок связывается с промотором этого гена, регулируя его экспрессию. Нокдаун нуклеолина при помощи малых интерферирующих РНК (siРНК) подавлял индукцию экспрессии KLF2 в условиях напряжения сдвига.

### Посттранскрипционная регуляция
Судя по всему, благодаря своей способности связываться с РНК нуклеолин может участвовать в посттранскрипционной регуляции экспрессии генов, взаимодействуя с РНК непосредственно. Имеются сведения, что нуклеолин может принимать участие в стабилизации мРНК. Например, он может стабилизировать мРНК интерлейкина 2 (IL-2) при активации Т-клеток, а также определять время полужизни мРНК генов Bcl-XL и bcl-2, взаимодействуя с ARE в 3'-нетранслируемой области. Нуклеолин также может регулировать трансляцию мРНК. Так, он может регулировать уровни белка p53 в условиях in vivo. Показано, что сверхэкспрессия нуклеолина подавляла трансляцию р53, а понижение его уровня стимулировало трансляцию р53. Повышение уровня р53 при нокдауне нуклеолина можно объяснить ядрышковым стрессом, вызванным нехваткой нуклеолина. Кроме того, показано, что последний может с высоким сродством связываться с мРНК некоторых селенопротеинов, при этом нехватка нуклеолина не отражается на количестве транскриптов селенопротеинов, поэтому, видимо, нуклеолин может селективно регулировать экспрессию некоторых селенопротеинов на уровне трансляции.

### Метаболизм ДНК
Способность нуклеолина связываться как с ДНК, так и с белками, участвующими в метаболизме ДНК (репликации, репарации и рекомбинации), даёт основание предполагать, что он принимает определённое участие в этих процессах. Нуклеолин может быть частью механизма репликации ДНК; например, предполагается, что он может иметь ДНК-хеликазную активность, хотя эти данные спорны. Было высказано предположение, что в условиях стресса нуклеолин может принимать участие в остановке репликации ДНК, образуя комплекс с репликативным белком А (RPA). RPA может связываться с одноцепочечной ДНК и играет важную роль в таких процессах метаболизма ДНК, как репликация, эксцизионная репарация нуклеотидов и гомологичная рекомбинация. Известно, что в условиях теплового шока начинается р53-зависимое перераспределение нуклеолина между ядрышком и нуклеоплазмой, и это перемещение сопровождается повышением образования комплекса нуклеолина с р53. При связывании с нуклеолином RPA теряет способность способствовать репликации ДНК, поэтому связывание этого белка с RPA предотвращает взаимодействие RPA с другими факторами. Показано, что нуклеолин может связываться с теломерными повторами в условиях in vitro, а также с теломеразой in vivo и in vitro, поэтому нуклеолин может играть роль в репликации и поддержании теломер, обеспечивая связь между ядрышком и теломерами. Нуклеолин может непосредственно взаимодействовать с белками, участвующими в репарации ДНК и рекомбинации, — например, с p53, YB-1, RPA, PCNA, Rad51 и топоизомеразой I.

### Регуляция клеточного цикла и пролиферации
Экспрессия нуклеолина связана с темпами пролиферации клеток. Так, в опухолях и других быстро делящихся клетках уровни его синтеза очень высоки, в то время как в неделящихся клетках нуклеолин синтезируется слабее. Экспрессия нуклеолина активируется в средней и поздней G1-фазе, поэтому предполагают, что он необходим для прохождения G1-фазы клеточного цикла. Таким образом, нуклеолин может служить маркером клеточной пролиферации. С регуляцией пролиферации также связаны посттрансляционные модификации и контролируемый протеолиз нуклеолина. Продукты разрушения нуклеолина могут стимулировать автолитические эндонуклеазы, которые фрагментируют ДНК, вызывая апоптоз. В неделящихся клетках нуклеолин может стимулировать собственное разрушение, причём в делящихся клетках, по-видимому, существует ингибитор, предотвращающий разрушение нуклеолина. Фосфорилирование последнего связано с усиленной пролиферацией клеток. Предполагается, что фосфорилирование нуклеолина киназами CK2 и Cdk1 может быть механизмом, регулирующим клеточный цикл и деление. Нокдаун нуклеолина при помощи siРНК в клетках HeLa и человеческих первичных фибробластов приводил к снижению роста клеток, повышению апоптоза и остановке клеток в G2-фазе, причём возрастало количество многоядерных клеток и клеток с микроядрами. Кроме того, нехватка нуклеолина приводит к увеличению количества центросом и образованию мультиполярного веретена.

## Взаимодействия

### Взаимодействие с нуклеиновыми кислотами
Ещё до описания необходимых доменов было известно, что нуклеолин обладает способностью связываться с нуклеиновыми кислотами. Изучение взаимодействия этого белка с пре-рибосомной РНК позволило выделить два ключевых РНК-мотива в пре-рРНК, которые являются мишенями нуклеолина. Первый такой мотив называется NRE (англ. nucleolin recognition element). Он образует шпильку, петля которой имеет консенсусную последовательность UCCCGA. Для взаимодействия нуклеолина с этим доменом необходимо совместное действие первых двух RBD. Подобные шпильки располагаются по всей пре-рРНК, и связывание с ними нуклеолина обеспечивает правильную укладку пре-рРНК, необходимо для его процессинга и сборки пре-рибосомных частиц. Второй мотив пре-рРНК, с которым может связываться нуклеолин, называется ECM (англ. evolutionary conserved motif). Взаимодействие нуклеолина с этой короткой последовательностью, располагающейся сразу после первого сайта разрезания пре-рРНК, требует всех четырёх RBD. Оно необходимо для сборки процессирующего комплекса, осуществляющего первый разрез пре-рРНК.
В ряде исследований показано, что нуклеолин способен специфично взаимодействовать также с 3'-нетранслируемыми областями некоторых мРНК, влияя на их стабильность. Например, взаимодействие нуклеолина с некоторыми элементами SECIS, которые содержат шпилечные структуры в 3'-нетранслируемых областях мРНК, необходимо для оптимальной экспрессии некоторых селенопротеинов. Кроме того, известно, что нуклеолин может взаимодействовать с 5'-нетранслируемой областью p53, влияя на эффективность его трансляции. Сверхэкспрессия нуклеолина отрицательно влияет на образование p53, а пониженная экспрессия нуклеолина приводит к повышению экспрессии p53.
Нуклеолин может связываться с различными последовательностями ДНК. Например, он может связываться с денатурированной одноцепочечной ДНК и некоторыми вирусными ДНК. Общим свойством последовательностей ДНК, с которыми может связываться нуклеолин, является их обогащение гуанозином. Примерами могут служить обогащённые гуанозином олигонуклеотиды, найденные в межгенных спейсерах рДНК, в теломерной ДНК, а также в переключательных участках генов иммуноглобулинов. Обогащённые гуанозином олигонуклеотиды имеют склонность образовывать G-квадруплексы, с которыми также может связываться нуклеолин. Так происходит, в частности, с геном, кодирующим фактор роста сосудистого эндотелия, а также с промотором гена c-myc. Взаимодействие нуклеолина с промотором c-MYC подавляет транскрипцию этого гена.

### Взаимодействие с белками
Поскольку нуклеолин находится в основном в ядрышке и участвует в сборке пре-рибосомных частиц, он естественным образом взаимодействует с рядом рибосомных белков. Для этих взаимодействий важны RGG- и N-концевые домены. В клетках линии HEK 293 нуклеолин был найден связанным с рибонуклеопротеиновыми комплексами, состоящими в основном из рибосомных белков. Нуклеолин задействован во многих белок-белковых взаимодействиях, которые играют жизненно важную роль в метаболизме ДНК. Так, он взаимодействует с N-концевым участком топоизомеразы I, репликативным белком A, p53, YB-1, PCNA, субъединицей UL44 ДНК-полимеразы человеческого цитомегаловируса, белком NS5B вируса гепатита C, белком NS1 вируса гриппа А. Кроме того, были описаны взаимодействия нуклеолина с различными белками, зависимые от клеточного цикла. Нуклеолин и нуклеофозмин взаимодействуют друг с другом во время интерфазы и цитокинеза, но не прометафазы и метафазы. Значение этого взаимодействия неизвестно. В ходе фазы G1 образуется комплекс нуклеолина с белком ретинобластомы (Rb) с участием ингибиторного домена Rb. Показано, что взаимодействие Rb с нуклеолином подавляет ДНК-связывающую активность последнего. Кроме того, в эпителиальных клетках внутриклеточное распределение нуклеолина зависит от Rb, и утрата Rb при раке приводит к изменённой внутриклеточной локализации нуклеолина. Показано, что последний выступает рецептором для нескольких белков — например, для фактора роста мидкина (MK) и плейотрофина (PTN), который подавляет ВИЧ-инфекцию. Было высказано предположение, что нуклеолин является рецептором для эндостатина и, более того, опосредует антиангиогенную и противоопухолевую активность эндостатина. Было установлено, что нуклеолин влияет на димеризацию ErbB. Для взаимодействия с ErbB1 и белками Ras необходим С-концевой домен нуклеолина. Связывание нуклеолина с другими белками может влиять на их внутриклеточную локализацию. Например, так обстоит дело с белком GZF1 и теломеразой.

## Клиническое значение

### Вирусные заболевания
Нуклеолин влияет на несколько аспектов вирусных инфекций — такие как прикрепление вируса к клетке-хозяину, внедрение генетического материала вируса внутрь клетки, а также использование клетки-хозяина для образования вирусных белков. Нуклеолин необходим для проникновения вируса парагриппа человека типа 3 (HPIV3) в клетки эпителия лёгких. Кроме того, он служит рецептором для респираторного синцитиального вируса (RSV) человека. Синтетический пептид HB-19, являющийся специфичным антагонистом С-концевого домена RGG нуклеолина, подавляет прикрепление ВИЧ к клеткам. Кроме того, нуклеолин участвует в инфекции вируса гепатита С, вируса простого герпеса типа 1, вируса гриппа А, вируса синдрома белых пятен (англ. white-spot syndrome virus), а также вируса геморрагической лихорадки Крым-Конго. Нуклеолин образует рибонуклеопротеин с 3'-нетранслируемой областью кошачьего калицивируса и вируса Норуолк (англ. Norwalk virus). Связь нуклеолина с IRES в 5'-нетранслируемой области полиовируса и риновируса стимулирует экспрессию вирусных белков in vivo и in vitro.

### Рак
Как отмечалось выше, нуклеолин интенсивно экспрессируется в быстро делящихся клетках — таких как стволовые и раковые клетки. Онкогенный эффект нуклеолина, по-видимому, имеет много факторов, что согласуется с его разнообразными функциями. Нуклеолин модулирует экспрессию нескольких белков, которые влияют на выживаемость раковых клеток при наличии повреждений. Так, нуклеолин связывается с мРНК BCL2 и стимулирует экспрессию протоонкогена Bcl-2, который блокирует апоптоз. Он также связывается с мРНК и стимулирует транскрипцию другого белка, который регулирует выживаемость клеток, — AKT1. Как показано в разделе Посттранскрипционная регуляция, нуклеолин уменьшает экспрессию важного противоопухолевого белка — р53. Нуклеолин также положительно регулирует гастрин — белок, который активно экспрессируется при раке желудка и кишечника и стимулирует пролиферацию и миграцию раковых клеток, а также ангиогенез. Поскольку нуклеолин взаимодействует с теломеразой, он может влиять на отсутствие старения у раковых клеток. Нуклеолин усиливает образование белков, которые отвечают за разрушение внеклеточного матрикса, а значит, повышает способность раковых клеток к миграциям и метастазированию. Кроме того, нуклеолин стимулирует транскрипцию фактора роста сосудистого эндотелия (VEGF), а также регуляторного фактора интерферона-2 (IRF-2). Оба эти белка активно экспрессируются в раковых клетках и могут регулировать рост последних. Нуклеолин, располагающийся у поверхности клетки, служит рецептором для факторов, стимулирующих рост опухолей.
В таблице ниже представлены основные онкогенные эффекты нуклеолина.
| Стадия                          | Эффект       | Механизм |
| ------------------------------- | ------------ | --- |
| Канцерогенез                    | Способствует | Регулирует и усиливает сигнальные пути TGFβ и EGF. |
| Пролиферация и выживание        | Способствует | Взаимодействует с белками репарации ДНК и поддерживает её стабильность. Регулирует стабильность мРНК белков, регулирующих апоптоз, способствуя отмене апоптоза. Связывает лиганды, стимулирующие апоптоз |
| Инфильтрация и метастазирование | Способствует | Регулирует разборку внеклеточного матрикса, регулирует сигнальные пути EGFR и CXCR4 |
| Ангиогенез                      | Способствует | Повышает уровни VEGF и HIF1α |

Нуклеолин является мишенью многих противораковых препаратов. Он может использоваться для диагностики некоторых раковых заболеваний; например, по характеру экспрессии нуклеолина можно определить в крови циркулирующие клетки рака предстательной железы.